# Aram Katcher
Aram Katcher, nato Hatchik Aram Katchar (Costantinopoli, 5 luglio 1921 – Los Angeles, 20 aprile 1998), è stato un attore turco.

## Biografia
Attivo negli anni cinquanta e sessanta come attore cinematografico e televisivo, Aram Katcher recitò in ruoli minori in film come Invasione USA di Alfred E. Green (1952), Scaramouche di George Sidney (1952) nel ruolo (non accreditato) di Napoleone Bonaparte che avrebbe ripreso in un episodio della serie TV Strega per amore, Ad est di Sumatra di Budd Boetticher (1953) e I trafficanti di Hong Kong di Joseph M. Newman (1956).
Nel 1963 diresse il suo unico film, The Right Hand of the Devil, del quale fu anche interprete oltre che autore del soggetto, montatore, produttore e designer del trucco.
Nel 1969 recitò in Topaz di Alfred Hitchcock nella parte del capo della polizia cubana, ma la sua performance non venne ritenuta abbastanza efficace e venne sostituito da Roberto Contreras a cui il regista fece ripetere tutte le scene.
L'ultima interpretazione è quella di Tyrone nel film di Russ Meyer Beneath the Valley of the Ultra-Vixens del 1979.

## Filmografia

### Cinema
- Anna e il re del Siam (Anna and the King of Siam), regia di John Cromwell (1946) - non accreditato
- K 2 operazione controspionaggio (Spy Hunt), regia di George Sherman (1950)
- Il falco di Bagdad (The Magic Carpet), regia di Lew Landers (1951) - non accreditato
- L'immagine meravigliosa (The Light Touch), regia di Richard Brooks (1951) - non accreditato
- Bagliori ad oriente (Thunder in the East), regia di Charles Vidor (1951) - non accreditato
- Operazione Cicero (5 Fingers), regia di Joseph L. Mankiewicz (1952) - non accreditato
- Scaramouche, regia di George Sidney (1952) - non accreditato
- Back at the Front, regia di George Sherman (1952)
- La ragazza della domenica (Everything I Have Is Yours), regia di Robert Z. Leonard (1952) - non accreditato
- Invasione USA (Invasion, U.S.A.), regia di Alfred E. Green (1952)
- La marcia del disonore (Rogue's March), regia di Allan Davis (1953) - non accreditato
- La sposa sognata (Dream Wife), regia di Sidney Sheldon (1953) - non accreditato
- Ad est di Sumatra (East of Sumatra), regia di Budd Boetticher (1953)
- Paris Model, regia di Alfred E. Green (1953)
- La carica dei Kyber (King of the Khyber Rifles), regia di Henry King (1953) - non accreditato
- I trafficanti di Hong Kong (Flight to Hong Kong), regia di Joseph M. Newman (1956)
- The Girl in the Kremlin, regia di Russell Birdwell (1957)
- L'animale femmina (The Female Animal), regia di Harry Keller (1958)
- Corruzione nella città (The Big Operator), regia di Charles F. Haas (1959) - non accreditato
- The Right Hand of the Devil, regia di Aram Katcher (1963)
- Non disturbate (Do Not Disturb), regia di Ralph Levy (1965)
- I pericoli di Paolina (The Perils of Pauline), regia di Herbert B. Leonard e Joshua Shelley (1967)
- Cat in the Cage, regia di Tony Zarindast (1978)
- Beneath the Valley of the Ultra-Vixens, regia di Russ Meyer (1979)

### Televisione
- Le inchieste di Boston Blackie (Boston Blackie) – serie TV, episodio 1x14 (1951)
- Chevron Theatre – serie TV, un episodio (1952)
- China Smith – serie TV, un episodio (1952)
- Schlitz Playhouse of Stars – serie TV, episodio 1x36 (1952)
- Your Favorite Story – serie TV, un episodio (1954)
- Medic – serie TV, un episodio (1955)
- Strega per amore (I Dream of Jeannie) – serie TV, episodio 2x28 (1967)
- Mannix – serie TV, episodi 1x10-1x20 (1967-1968)
- Operazione ladro (It Takes a Thief) – serie TV, episodio 2x13 (1969)
- Daniel Boone – serie TV, episodio 6x03 (1969)